# Babeczka motylkowa
Babeczka motylkowa (Cryptocentrus octofasciatus) - gatunek ryby z rodziny babkowatych.

## Występowanie
Ocean Indyjski i zach. Pacyfik od wsch. Afryki po Mariany i Palau, na płn. po płn. Japonię.
Przebywa w płytkich przybrzeżnych zatokach i lagunach na głębokości 0,3 - 4 m, nad dnem piaszczystym lub mulistym. Często chowa się w norach.

## Cechy morfologiczne
Osiąga 4,5 cm długości. W płetwie grzbietowej 7 twardych i 10 miękkich promieni, w płetwie odbytowej 1 twardy i 9 miękkich promieni. 
Na ciemnym tle małe, opalizujące niebieskie plamki oraz co najmniej 8 poprzecznych pręg, na bokach 3 - 4 okrągłe duże plamy.